# Arthur Vincent Dias
Arthur Vincent Dias (Panadura, 10 de fevereiro de 1886 – 31 de julho de 1960), foi um proprietário de terras e fllantropo, membro do movimento moderado pela independência do Sri Lanka, à época chamado Ceilão.
Fazendeiro por profissão, foi o responsável por introduzir e propagar o plantio de jaca no país, daí ter recebido o apelido popular de "Kos Mama" (algo que pode ser traduzido por "Tio Jaca").
Herói nacional do Sri Lanka, Dias também ajudou inúmeros estabelecimentos educacionais em seu país. Antes da independência do Reino Unido esteve prisioneiro pelo governo colonial e foi sentenciado à morte, tendo sido libertado, mais tarde.